# 1850
| [ Edytuj tabelę ]              | |
| Król Polski (tytularny)        | - 1831 Mikołaj I Romanow 1855 |
| Emir Afganistanu               | - 1842 Dost Mohammad Chan 1863 |
| Współksiążęta Andory           | - 1827 Simó Rojas de Guardiola y Hortoneda 1851 - 1848 Karol Ludwik Napoleon Bonaparte 1870                                                   |
| Prezydent Argentyny            | - 1835 gen. Juan Manuel de Rosas 1852 |
| Cesarz Austrii                 | - 1848 Franciszek Józef I 1916 |
| Król Bawarii                   | - 1848 Maksymilian II 1864 |
| Król Belgów                    | - 1831 Leopold I 1865 |
| Premier Belgii                 | - 1847 Charles Rogier 1852 |
| Prezydent Boliwii              | - 1848 Manuel Isidoro Belzu 1855 |
| Cesarz Brazylii                | - 1831 Pedro II 1889 |
| Sułtan Brunei                  | - 1829 Omar Ali Saifuddin II 1852 |
| Prezydent Chile                | - 1841 Manuel Bulnes 1851 |
| Cesarz Chin                    | - 1820 Daoguang 1850 - 1850 Xianfeng 1861 |
| Król Czech                     | - 1848 Franciszek Józef I 1916 |
| Król Danii                     | - 1848 Fryderyk VII 1863 |
| Premier Danii                  | - 1848 Adam Wilhelm Moltke 1852 |
| Dalajlama                      | - 1838 Khedrub Gjaco 1856 |
| Prezydent Dominikany           | - 1849 Buenaventura Báez 1853 |
| Władca Egiptu                  | - 1849 Abbas I 1854 |
| Prezydent Ekwadoru             | - 1849 Manuel de Ascásubi 1850 - 1850 Diego Noboa 1851                                                                                        |
| Prezydent Francji              | - 1848 Karol Ludwik Napoleon Bonaparte 1852                                                                                                   |
| Premier Francji                | - 1849 Alphonse Henri d’Hautpoul 1851 |
| Król Grecji                    | - 1831 Otton I 1862 |
| Prezydent Gwatemali            | - 1849 Mariano Peredes (p.o.) 1851 |
| Cesarz Haiti                   | - 1849 Faustyn I 1859 |
| Król Hawajów                   | - 1824 Kamehameha III 1854 |
| Król Hiszpanii                 | - 1833 Izabela II 1868 |
| Król Holandii                  | - 1849 Wilhelm III 1890 |
| Premier Holandii               | - 1849 Johan Rudolph Thorbecke 1853 |
| Prezydent Hondurasu            | - 1847 Juan Lindo 1852 |
| Szach Iranu                    | - 1848 Naser ad-Din Szah 1896 |
| Państwo Wielkich Mogołów       | - 1837 Bahadur Szah II 1858 |
| Król Irlandii                  | - 1837 Wiktoria Hanowerska 1901 |
| Cesarz Japonii                 | - 1846 Kōmei 1866 |
| Kalif                          | - 1839 Abdülmecid I 1861 |
| Emir Kataru                    | - 1847 Muhammad ibn Sani 1878 |
| Prezydent Kolumbii             | - 1849 José Hilario López 1853 |
| Patriarcha Konstantynopola     | - 1848 Antym IV 1852 |
| Prezydent Kostaryki            | - 1849 Juan Rafael Mora Porras 1859 |
| Emir Kuwejtu                   | - 1814 Dżabir I 1859 |
| Prezydent Liberii              | - 1848 Joseph Jenkins Roberts 1856 |
| Książę Liechtensteinu          | - 1836 Alojzy II 1858 |
| Wielki książę Luksemburga      | - 1849 Wilhelm III 1890 |
| Premier Luksemburga            | - 1848 Jean-Jacques Willmar 1853 |
| Sułtan Maroka                  | - 1822 Abd ar-Rahman 1859 |
| Prezydent Meksyku              | - 1848 José Joaquín de Herrera 1851 |
| Książę Monako                  | - 1841 Florestan I 1856 |
| Król Nawarry                   | - 1848 Napoleon I 1870 |
| Król Nepalu                    | - 1847 Surendra 1881 |
| Premier Nepalu                 | - 1846 Jang Bahadur Rana 1856 |
| Król Norwegii                  | - 1844 Oskar I 1859 |
| Sułtan Omanu                   | - 1807 Sa’id ibn Sultan 1856 |
| Papież                         | - 1846 Pius IX 1878 |
| Prezydent Paragwaju            | - 1844 Carlos Antonio López 1862 |
| Książę Parmy i Piacenzy        | - 1849 Karol III 1854 |
| Prezydent Peru                 | - 1845 Ramón Castilla 1851 |
| Król Portugalii                | - 1834 Maria II 1853 - 1837 Ferdynand II Koburg (król iure uxoris) 1853                                                                       |
| Król Prus                      | - 1840 Fryderyk Wilhelm IV 1861 |
| Car Rosji                      | - 1825 Mikołaj I 1855 |
| Król Saksonii                  | - 1836 Fryderyk August II Wettyn 1854 |
| Prezydent Salwadoru            | - 1848 Doroteo Vasconcelos 1850 - 1850 José Félix Quirós (p.o.) 1850 - 1850 Doroteo Vasconcelos 1851                                          |
| Kapitanowie Regenci San Marino | - 1849 Giambattista Braschi Marino Lonfernini 1850 - 1850 Vincenzo Angeli Costanzo Damiani 1850 - 1850 Giambattista Bonelli Marino Berti 1851 |
| Książę Serbii                  | - 1842 Aleksander Karadziordziewić 1858 |
| Król Sardynii                  | - 1849 Wiktor Emanuel II 1861 |
| Prezydent Szwajcarii           | - 1850 Henri Druey 1850 |
| Król Szwecji                   | - 1844 Oskar I 1859 |
| Król Tajlandii                 | - 1824 Rama III 1851 |
| Sułtan Turków                  | - 1839 Abdülmecid I 1861 |
| Prezydent Urugwaju             | - 1843 Manuel Oribe 1851 - 1843 Joaquín Suárez (p.o.) 1852                                                                                    |
| Prezydent USA                  | - 1849 Zachary Taylor 1850 - 1850 Millard Fillmore 1853                                                                                       |
| Prezydent Wenezueli            | - 1847 José Tadeo Monagas 1851 |
| Król Węgier                    | - 1848 Franciszek Józef I 1916 |
| Monarcha Wielkiej Brytanii     | - 1837 Wiktoria 1901 |
| Premier Wielkiej Brytanii      | - 1846 John Russell 1851 |
| Cesarz Wietnamu                | - 1847 Tự Đức 1883 |

Rok 1850 / MDCCCL
stulecia: XVIII wiek ~
XIX wiek ~
XX wiek

dziesięciolecia:
1820–1829 •
1830–1839 •
1840–1849 •
1850–1859
• 1860–1869
• 1870–1879
• 1880–1889

lata: 1840 «
1845 «
1846 «
1847 «
1848 «
1849 «
1850
» 1851
» 1852
» 1853
» 1854
» 1855
» 1860

## Wydarzenia w Polsce
- 18 lutego – otwarto Muzeum Archeologiczne w Krakowie.
- 14 marca – w Berdyczowie Honoré de Balzac poślubił Ewelinę Hańską.
- 12 kwietnia – ogłoszono decyzję Franciszka Józefa I o budowie Twierdzy Kraków. Jednocześnie ruszyły prace na kopcu Kościuszki i przy rogatce warszawskiej.
- 18 lipca – jeden z największych pożarów w dziejach miasta Krakowa.
- 26 sierpnia – uroczyście oddano do użytku Bramę Berlińską, będącą częścią umocnień Twierdzy Poznań.
- 30 grudnia – otwarto Most Podgórski w Krakowie.

- Rewizja ustawodawstwa uwłaszczeniowego w zaborze pruskim.

## Wydarzenia na świecie
- 6 lutego – wybuch Wezuwiusza.
- 16 marca – ukazała się powieść Szkarłatna litera Nathaniela Hawthorne’a.
- 27 marca – ukazał się pierwszy numer brytyjskiego tygodnika „Household Words”, wydawanego przez Karola Dickensa.
- 4 kwietnia – Los Angeles uzyskało prawa miejskie.
- 6 kwietnia – ukazało się pierwsze wydanie czasopisma włoskich jezuitów „La Civiltà Cattolica”.
- 12 kwietnia – po zlikwidowaniu przez wojska francuskie Republiki Rzymskiej powrócił do miasta papież Pius IX.
- 15 kwietnia – San Francisco otrzymało prawa miejskie.
- 16 kwietnia – ponad 200 osób zginęło gdy podczas przemarszu kolumny wojska zawalił się most we francuskim Angers.
- 19 kwietnia – w Waszyngtonie podpisano amerykańsko-brytyjski traktat Claytona-Bulwera, zawarty w celu całkowitego ograniczenia kolonizacji i militaryzacji terenu Ameryki Środkowej.
- 30 kwietnia – papież Pius IX erygował metropolię Port of Spain na Trynidadzie i Tobago.
- 11 maja – włoski astronom Annibale de Gasparis odkrył planetoidę (11) Parthenope.
- 16 maja – zwodowano francuski okręt liniowy „Napoléon”.
- 19 maja – w mieście Cárdenas wywieszono po raz pierwszy flagę Kuby.
- 25 maja – do londyńskiego zoo przywieziono pierwszego hipopotama nilowego.
- 27 maja – Louis Désiré Blanquart-Evrard zaprezentował we Francuskiej Akademii Nauk w Paryżu technikę utrwalania obrazu na odbitce albuminowej.
- 6 czerwca – Levi Strauss uszył pierwszą parę dżinsów.
- 29 czerwca – na wyspie Vancouver w Kanadzie odkryto złoża węgla kamiennego.
- 9 lipca – Millard Fillmore został 13. prezydentem USA.
- 14 lipca – w USA po raz pierwszy uruchomiono na skalę przemysłową produkcję sztucznego lodu. Dr John Gorrie wytworzył bloki lodowe o rozmiarach cegły. W 1851 opatentował już wdrożony proces.
- 17 lipca – Obserwatorium Harvarda: otrzymano pierwsze w historii zdjęcie gwiazdy. Był to dagerotyp gwiazdy Wega.
- 23 sierpnia – zakończono prace nad pociągnięciem na dnie kanału La Manche kabla telegraficznego.
- 28 sierpnia – premiera opery Lohengrin Richarda Wagnera.
- 30 sierpnia – Honolulu na Hawajach otrzymało prawa miejskie.
- 9 września
  - Kalifornia jako 31 stan została przyjęta do Unii.
  - utworzono Terytorium Nowego Meksyku.
- 13 września – John Russell Hind odkrył planetoidę (12) Victoria.
- 18 września – amerykański Kongres przyjął Fugitive Slave Act.
- 17 października – w pierwszą rocznicę śmierci na paryskim cmentarzu Père-Lachaise odsłonięto mogiłę Fryderyka Chopina wraz ze znajdującym się na niej pomnikiem-nagrobkiem dłuta Auguste’a Clésingera.
- 2 listopada – włoski astronom Annibale de Gasparis odkrył planetoidę Egeria.
- 14 listopada – papież Pius IX utworzył Gwardię Palatyńską.

- Złote Wybrzeże zostaje kolonią brytyjską.

## Urodzili się
- 6 stycznia:
  - Adam Krechowiecki, polski prozaik, dramaturg, krytyk literacki (zm. 1919)
  - Witold Zglenicki, polski geolog, nafciarz, filantrop (zm. 1904)
- 14 stycznia – Jan Reszke, polski śpiewak (zm. 1925)
- 15 stycznia – Sofja Kowalewska, rosyjska matematyczka polskiego pochodzenia (zm. 1891)
- 18 stycznia – Jan Rotter, polski inżynier, pedagog, polityk (zm. 1906)
- 21 stycznia – Józef Ostrowski, polski polityk, członek Rady Regencyjnej (zm. 1923)
- 27 stycznia – Edward Smith, kapitan RMS Titanica (zm. 1912)
- 29 stycznia – Maria Schwarzburg-Rudolstadt, wielka księżna Meklemburgii-Schwerin (zm. 1922)
- 30 stycznia – Aleksander Gierymski, polski malarz, przedstawiciel realizmu, prekursor polskiego impresjonizmu (zm. 1901)
- 2 lutego – Joseph Franzkowski, śląski kronikarz (zm. 1936)
- 3 lutego – Jakub Heilpern, polski inżynier mechanik, szachista, publicysta pochodzenia żydowskiego (zm. 1910)
- 6 lutego – Romuald Starkel, polski pedagog, publicysta (zm. 1888)
- 9 lutego – Hjalmar August Schiøtz, norweski okulista (zm. 1927)
- 27 lutego – Laura E. Richards, amerykańska pisarka, poetka (zm. 1943)
- 1 marca – Rafaela Porras y Ayllón, hiszpańska zakonnica, święta katolicka (zm. 1925)
- 6 marca – Adolf Martens, niemiecki metalograf, pionier w badaniach metalograficznych stali (zm. 1914)
- 7 marca – Tomáš Masaryk, pierwszy i najdłużej urzędujący prezydent Czechosłowacji (zm. 1937)
- 10 marca – Spencer Gore, brytyjski tenisista, pierwszy zwycięzca Wimbledonu (zm. 1906)
- 12 marca – Michał Garapich, polski ziemianin, polityk (zm. 1917)
- 16 marca – Józef Krupa, polski botanik, pedagog (zm. 1889)
- 18 marca:
  - Ernst Büchner, niemiecki chemik, wynalazca (zm. 1924)
  - Alfred Percival Maudslay, brytyjski dyplomata, odkrywca, archeolog (zm. 1931)
  - Józef Montwiłł, polski ziemianin, bankier, działacz społeczny, polityk (zm. 1911)
- 11 kwietnia – Isidor Rayner, amerykański polityk, senator ze stanu Maryland (zm. 1912)
- 28 kwietnia – Odo Reuter, fiński entomolog, wykładowca akademicki, poeta pochodzenia szwedzkiego (zm. 1913)
- 1 maja – Artur, brytyjski książę, marszałek polny, gubernator generalny Kanady (zm. 1942)
- 2 maja – Jan Doering, polski duchowny katolicki, działacz narodowy (zm. 1919)
- 7 maja – Anton Seidl, austriacko-węgierski dyrygent (zm. 1898)
- 12 maja – Henry Cabot Lodge, amerykański polityk, senator ze stanu Massachusetts (zm. 1924)
- 13 maja:
  - Modest Czajkowski, rosyjski dramatopisarz, librecista (zm. 1916)
  - Jan Kryński, polski rzeźbiarz (zm. 1890)
- 15 maja – Jan Beyzym, polski jezuita, misjonarz, błogosławiony katolicki (zm. 1912)
- 16 maja – Jan Mikulicz-Radecki, polsko-niemiecki chirurg, wykładowca akademicki (zm. 1905)
- 18 maja – Oliver Heaviside, brytyjski fizyk, matematyk, elektrotechnik (zm. 1925)
- 21 maja – Theodor Bergmann, niemiecki konstruktor broni strzeleckiej (zm. 1931)
- 22 maja – Anna von Bernd, śląska filantropka (zm. 1922)
- 24 maja – Henry W. Grady, amerykański dziennikarz, wydawca (zm. 1889)
- 26 maja – Amélie Lundahl, fińska malarka (zm. 1914)
- 27 maja:
  - Thomas Cream, szkocki lekarz, seryjny morderca (zm. 1892)
  - Stanisław Tomkowicz, polski historyk sztuki, konserwator zabytków, dziennikarz (zm. 1933)
- 28 maja – Aurora López Gonzalez, hiszpańska zakonnica, męczennica, błogosławiona katolicka (zm. 1936)
- 30 maja – Grazioso Enea Lanfranconi, włoski inżynier, wynalazca (zm. 1895)
- 1 czerwca – Sami Frashëri, albański pisarz, wydawca, działacz narodowy (zm. 1904)
- 2 czerwca – Edward Albert Sharpey-Schafer, brytyjski fizjolog, wykładowca akademicki (zm. 1935)
- 3 czerwca:
  - William Archibald, australijski polityk (zm. 1926)
  - Michaił Kuczerow, rosyjski chemik (zm. 1911)
- 5 czerwca – Pat Garrett, amerykański stróż prawa, znany głównie jako zabójca Billy’ego Kida (zm. 1908)
- 9 czerwca:
  - John Gill Jr., amerykański polityk (zm. 1918)
  - Wilhelm Roux, niemiecki zoolog, embriolog (zm. 1924)
- 16 czerwca – Władysław Beksiński, polski inżynier architekt (zm. 1929)
- 15 lipca – Franciszka Ksawera Cabrini, włoska tercjarka franciszkańska działająca w USA, założycielka Sióstr Świętego Serca, święta katolicka (zm. 1917)
- 5 sierpnia – Guy de Maupassant, francuski pisarz (zm. 1893)
- 9 sierpnia – Stanisław Badeni, polski prawnik i polityk (zm. 1912)
- 12 sierpnia – Julian Talko-Hryncewicz, polski lekarz, antropolog i etnograf, archeolog amator (zm. 1936)
- 13 sierpnia – Andrea Ferrari, arcybiskup Mediolanu, błogosławiony (zm. 1921)
- 14 sierpnia – Józef Rostafiński, botanik, profesor Uniwersytetu Jagiellońskiego (zm. 1928)
- 15 sierpnia – Bartłomiej Obrochta, góral podhalański, przewodnik tatrzański, znany muzykant (zm. 1926)
- 21 sierpnia – prof. Ludwik Rydygier, chirurg (zm. 1920)
- 28 sierpnia:
  - William Coolidge, brytyjski historyk, prawnik, alpinista pochodzenia amerykańskiego (zm. 1926)
  - Katarzyna (Jefimowska), rosyjska mniszka prawosławna (zm. 1925)
- 30 sierpnia:
  - Marcelo H. del Pilar, filipiński pisarz, propagandzista (zm. 1896)
  - Karol Pląskowski, polski ziemianin, browarnik (zm. 1913)
- 1 września – Samuel Czambel, słowacki językoznawca (zm. 1909)
- 15 września – Teodora Raczkowska, polska nauczycielka, właścicielka żeńskiej szkoły handlowej w Warszawie (zm. 1940)
- 24 września – Tokioki Nashiba, japoński admirał (zm. 1928)
- 2 października – Emil Michałowski, polski nauczyciel, urzędnik, poseł do Sejmu Krajowego Galicji, burmistrz Tarnopola (zm. 1919)
- 3 października – Franciszek Rychnowski, polski inżynier, fizyk i wynalazca (zm. ok. 1929)
- 20 października – Alfons Dunin Borkowski, polski malarz (zm. 1918)
- 31 października – Juliusz Bielszowski, polski przedsiębiorca pochodzenia żydowskiego (zm. 1934)
- 12 listopada – Michaił Czigorin (ros. Михаил Иванович Чигорин), rosyjski szachista (zm. 1908)
- 13 listopada – Robert Louis Stevenson, brytyjski pisarz (zm. 1894)
- 7 grudnia – Clinton Thomas Dent, brytyjski chirurg i alpinista (zm. 1912)
- 21 grudnia:
  - Lluís Domènech i Montaner, kataloński architekt (zm. 1923)
  - Zdeněk Fibich, czeski kompozytor (zm. 1900)
- 29 grudnia – Tomás Bretón, hiszpański kompozytor, dyrygent, pedagog (zm. 1923)
- 30 grudnia – Wilhelm Rudnick, niemiecki kompozytor, organista, pedagog (zm. 1927)

data dzienna nieznana: 
- Johann Hunsdorfer (senior), spiskoniemiecki przewodnik tatrzański (zm. 1917)
- László Jármay, węgierski lekarz, taternik, ratownik górski i działacz turystyczny (zm. 1932)
- Jan Wu Wenyin, chiński męczennik, święty katolicki (zm. 1900)
- Aniela Zamoyska, polska księżna, właścicielka Kozłówki (zm. 1917)
- Piotr Zhang Banniu, chiński męczennik, święty katolicki (zm. 1900)
- Maria Zhu Wu, chińska męczennica, święta katolicka (zm. 1900)

## Zmarli
- 20 stycznia – Adam Gottlob Oehlenschläger, duński poeta i dramaturg (ur. 1779)
- 22 stycznia:
  - Wilhelm Józef Chaminade, francuski ksiądz, błogosławiony katolicki (ur. 1761)
  - Wincenty Pallotti, włoski duchowny katolicki, założyciel pallotynów, święty (ur. 1795)
- 25 lutego – Dàoguāng, cesarz Chin (ur. 1782)
- 27 marca – Wilhelm Beer, niemiecki astronom amator (ur. 1797)
- 23 kwietnia – William Wordsworth, angielski poeta uznawany za prekursora romantyzmu (ur. 1770)
- 9 maja – Joseph Gay-Lussac, francuski chemik i fizyk (ur. 1778)
- 9 lipca – Zachary Taylor, dwunasty prezydent USA (ur. 1784)
- 4 sierpnia – Ignacy Prądzyński, generał, żołnierz wojsk Księstwa Warszawskiego, oficer armii Królestwa Polskiego (ur. 1792)
- 18 sierpnia – Honoriusz Balzac, francuski pisarz (ur. 1799)
- 26 sierpnia – Ludwik Filip I, król Francuzów w latach 1830–1848 (ur. 1773)
- 4 grudnia – William Sturgeon, angielski inżynier elektryk, który w 1825 roku zbudował pierwszy elektromagnes (ur. 1783)
- 10 grudnia – Józef Bem, generał, oficer artylerii, uczestnik powstania listopadowego w latach 1830–1831 i Wiosny Ludów w 1848; służył również w armii tureckiej jako Murad Pasza (ur. 1794)
- 24 grudnia – Frédéric Bastiat, francuski ekonomista wolnorynkowy, filozof i polityk (ur. 1801)

## Święta ruchome
- Tłusty czwartek: 7 lutego
- Ostatki: 12 lutego
- Popielec: 13 lutego
- Niedziela Palmowa: 24 marca
- Wielki Czwartek: 28 marca
- Wielki Piątek: 29 marca
- Wielka Sobota: 30 marca
- Wielkanoc: 31 marca
- Poniedziałek Wielkanocny: 1 kwietnia
- Wniebowstąpienie Pańskie: 9 maja
- Zesłanie Ducha Świętego: 19 maja
- Boże Ciało: 30 maja